# Chiaravalle
Chiaravalle är en ort och kommun i provinsen Ancona i regionen Marche i Italien. Kommunen hade 14 733 invånare (2018).